# Остап Балабан
Балабан Остап (нар.3 травня 1918 с. Байківці - помер 23 березня 2002, Доббс-Феррі) - український громадський діяч США, інженер-механік, меценат.

## Життєпис
Народився 3 травня 1918 в с. Байківці, нині Тернопільського району. Закінчив гімназію «Рідної Школи» в Тернополі (1937), студіював в політехніці в Данціґу, а потім в Мюнхені. Арештований гестапо 1941—1942 за участь в ОУН. 1949 прибув до США, працював за фахом в різних фірмах, найдовше в General Food Co, де був співвинахідником низки патентів. Брав участь у створенні Товариства Українських Інженерів Америки, був його головою 1954—1955.
Протягом 27 років. був заступником голови Українського Інституту Америки (1957—1985), діяльний член Українського Музею та Фонду Українських Катедр при Гарвардському Уніврситететі. Жертводавець на ці установи. Дописувач до журналу «Вісті українських інженерів» та інших видань. О. Балабан та його дружина Урсула подарували Українському Музею в Нью-Йорку велику колекцію образотворчого та народного мистецтва, яка зберігається в окремій кімнаті.
Помер 23 березня 2002 в Доббс-Феррі (Dobbs Ferry), Нью-Йорк, похований на цвинтарі Св. Духа в Гемптонбурґу, Нью-Йорк.